# Enlil-kudurri-usur
Enlil-kudurri-usur, il cui significato è  Enlil proteggere il figlio maggiore  in lingua accadica (fl. XII secolo a.C.), fu l'ottantunesimo re degli Assiri. A seconda della durata del regno che si dà al suo successore, Ninurta-apal-Ekur, egli potrebbe aver regnato durante il periodo 1187 - 1183 a.C. oppure durante il 1193 - 1182 a.C.. Il primo periodo sembra essere il più affidabile secondo degli studi recenti..